# 蔡希有
蔡希有（1961年8月—），辽宁丹东人。抚顺石油学院毕业，中国科技大连培训中心工商管理专业硕士学位。

## 生平
2003年，任中石化副总裁。2009年，升任中石化高级副总裁（时任总裁是王天普，时任中石化集团总经理是苏树林，王于2015年4月落马，苏于2015年10月落马）。
2014年8月，任中化集团总裁、总经理。2014年10月，辞去中石化董事、董事会战略委员会委员以及高级副总裁职务。
2016年2月6日晚，中纪委宣布，中国中化集团公司党组成员、董事、总经理蔡希有涉嫌严重违纪，正接受组织调查。
鉴于蔡希有案的犯罪事实、证据涉及国家秘密，泰安市中级人民法院于2018年9月18日依法对该案进行了不公开开庭审理。经审理查明：1997年至2016年春节前，被告人蔡希有利用担任大连西太平洋石油化工有限公司副总经理、中国石化销售公司副经理、中国国际石油化工联合有限责任公司总经理、中国石油化工股份有限公司副总裁及中国石油化工集团公司党组成员等职务上的便利以及职权、地位形成的便利条件，为相关单位和个人在合同性质变更、成品油购销等事项上提供帮助，直接或通过其特定关系人索取或非法收受相关人员给予的财物，共计折合人民币5367.4557万元。泰安市中级人民法院认为，被告人蔡希有的行为构成受贿罪。2018年12月26日蔡希有以受贿罪判处有期徒刑十二年，并处罚金人民币三百万元。